# Fodil Megharia
Fodil Megharia (en árabe: فوضيل مغارية‎; Chlef, Argelia francesa, 23 de mayo de 1961) es un exfutbolista de Argelia que jugaba en la posición de defensa.

## Carrera

### Club
| Periodo   | Club          | Apariciones | Goles |
| --------- | ------------- | ----------- | ----- |
| 1980–1989 | ASO Chlef     | 110         | 23    |
| 1989–1993 | Club Africain | 12          | 0     |
| 1993–1995 | ASO Chlef     | 99          | 30    |

### Selección nacional
Jugó para Argelia en 68 ocasiones de 1984 a 1992, participó en la Copa Mundial de Fútbol de 1986 y en cuatro ediciones de la Copa Africana de Naciones, siendo campeón en la edición de 1990.

## Logros

### Club
- Tunisian Ligue 1: 1990, 1992
- Tunisian Cup: 1992
- Copa Africana de Clubes Campeones: 1991
- Copa Afroasiática: 1992

### Selección nacional
- Copa Africana de Naciones: 1990
- Afro-Asian Cup of Nations: 1991